# Барабанов, Владимир Александрович
Владимир Александрович Барабанов (род. 1 августа 1951) — глава администрации Брянской области (1991—1993, 1995—1996).

## Биография
Родился 1 августа 1951 года в посёлке Жары Навлинского района Брянской области в многодетной крестьянской семье.

### Образование
С 1970 по 1972 год служил в Советской армии. Имеет высшее образование. В 1967 году закончил Жаровскую восьмилетнюю школу. В 1969 году — Комарическое училище, где получил специальность «тракторист-машинист широкого профиля». С 1973 по 1976 год учился в Брянском сельскохозяйственном техникуме по специальности промышленное и гражданское строительство. В конце 1980-х годов закончил Всесоюзный сельскохозяйственный институт заочного образования по специальности «экономист-организатор».

### Трудовая деятельность
С 1969 по 1970 год работал в совхозе «Искра» Навлинского района трактористом-комбайнером. B 1976 году работал мастером в Навлинской Подвижной Механизированной Колонне 1213. С 1977 по 1979 год — мастер строительного хозрасчетного участка «Брянскстроя». С 1979 по 1980 год — главный инженер-строитель управления сельского хозяйства Навлинского райисполкома. С 1980 по 1989 год возглавлял МПМК-2 «Агропромстроя».

### Политическая деятельность
С 1989 по 1990 год был заместителем председателя Навлинского райисполкома. В 1990 году избран народным депутатом РСФCP и Навлинского райсовета. На первой сессии Навлинского райсовета был избран заместителем председателя райсовета, на Съезде народных депутатов стал членом Комитета ВС РФ по вопросам работы Советов народных депутатов и развитию самоуправления, входил в «Коалицию реформ».
С 1990 по 1991 год — заместитель председателя Навлинского райсовета. C 5 октября 1991 года по 10 февраля 1992 года являлся Представителем Президента РФ в Брянской области.
C 14 декабря 1991 года — и. о. главы администрации Брянской области. 22 января 1992 года был назначен главой администрации Брянской области.
Ha выборах главы администрации Брянской области в апреле 1993 года проиграл во втором туре Юрию Лодкину.
26 сентября 1993 года был вновь назначен представителем президента в Брянской области. Выборы в Совет Федерации 12 декабря 1993 года проиграл, заняв четвертое место из пяти.
16 августа 1995 года вновь был назначен главой администрации Брянской области.
29 мая 1996 года указом Президента РФ был снят с должности главы администрации области. Член Совета Федерации Федерального Собрания Российской Федерации от Брянской области с января по июнь 1996 года.
Баллотировался на выборах губернатора области в декабре 1996 года, занял третье место, получив 5,6 % голосов избирателей.
В январе 1997 года назначен начальником управления труда Администрации Брянской области.
В декабре 2000 года вновь баллотировался на пост губернатора Брянской области, занял 7 из 9 мест, набрав 2,96 % голосов.